# Grace Geyoro
Onema Grace Geyoro (Kolwezi, Lualaba, RD Congo; 2 de julio de 1997) es una futbolista francesa nacida en la RD Congo. Juega de centrocampista defensiva y su equipo actual es el Paris Saint-Germain de la Division 1 Féminine francesa. Es internacional absoluta con la selección de Francia desde 2017.

## Trayectoria

### Paris Saint Germain
En 2012, a la edad de quince años Geyoro se unió a las inferiores del Paris Saint-Germain. Debutó con el primer equipo del club en octubre de 2014, en la victoria por 2-0 sobre el Issy.
En marzo de 2017 renovó su contrato con el club hasta junio de 2021. Anotó su primer gol para el Saint-Germain el 27 de mayo de 2018, en la victoria por 3-0 sobre el Soyaux.

## Selección nacional
Jugó por la selección de Francia sub-19 en el Campeonato Europeo Femenino Sub-19 de la UEFA 2015 y 2016.
En marzo de 2013, Geyoro representó a Francia sub-17 en el Campeonato Europeo Femenino Sub-17 de la UEFA 2012-13.
También jugó por la selección de Francia sub-19 en el Campeonato Europeo Femenino Sub-19 de la UEFA 2015 y  2016.
En noviembre de 2016 fue convocada por la selección de Francia sub-20 para jugar la Copa Mundial Femenina de Fútbol Sub-20 de 2016, donde jugó todos los 90 minutos en todos los encuentros, torneo que Francia perdió en la final ante Corea del Norte.
El 22 de enero de 2017, Geyoro debutó con la selección de Francia por un encuentro amistoso ante Sudáfrica que terminó en victoria por 2-0.
Fue parte del plantel que jugó la Eurocopa Femenina 2017 y las Copas SheBelieves de 2017 y 2018.
En mayo de 2019 fue seleccionada en el 23 final que jugó la Copa Mundial Femenina de 2019.

## Clubes
| Club                | País    | Año             |
| ------------------- | ------- | --------------- |
| Paris Saint-Germain | Francia | 2014 - Presente |

## Palmarés

### Títulos nacionales
| Título                   | Club                | País    | Año     |
| ------------------------ | ------------------- | ------- | ------- |
| Copa Femenina de Francia | Paris Saint-Germain | Francia | 2017-18 |
| Division 1 Féminine      | Paris Saint-Germain | Francia | 2020-21 |